# Nicoletto da Torino

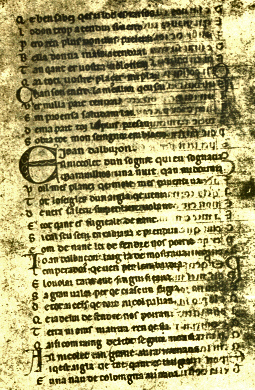
Tesnón de Nicoletto con Joan d'Albusson. La "E" en el centro de la página inicia la línea En Nicolet ...

Nicoletto da Torino (en occitano: Nic(c)olet de Turin o Nicolez de Turrin) fue un ministril y trovador piamontés de la primera mitad del siglo XIII, probablemente oriundo de Turín, aunque algunos creen que su apellido alude a su padre. Tres tensones en coautoría con Joan d'Albusson, Falquet de Romans y Uc de Sant Circ se han preservado.
Nicoletto es probablemente el mismo Nicolet que aparece en una lista de ministriles en Li fol e.il put e.il filol, un sirventés de Aimeric de Peguilhan, que fue escrito en la corte de Malaspina, probablemente en o alrededor de 1220. Es posible que tal identificación se base, cronológicamente, en los trabajos que han sobrevivido de Nicoletto y las referencias que ellos contienen.
Nicoletto también intercambió versos con Uc de Sant Circ. En estos lamenta el hecho que Adelaide di Vidalliana (hoy Viadana) no haya sido recibida con los mismos honores que Donella di Brescia y Selvaggia (quizás Selvaggia d'Auramala, hija de Conrad I Malaspina). Este tensón ha sido comúnmente datado c. 1225, cuando Selvaggia estaba en la flor de su juventud.